# A Modern Rip Van Winkle
A Modern Rip Van Winkle è un cortometraggio muto del 1914 diretto da Sydney Ayres.

## Produzione
Il film fu prodotto dall'American Film Manufacturing Company (come Flying A).

## Distribuzione
Distribuito dalla Mutual Film, il film - un cortometraggio in due bobine - uscì nelle sale cinematografiche USA il 28 settembre 1914.